# Daphné fille de Tirésias
Pour les articles homonymes, voir Daphné.
Dans la mythologie grecque, Daphné est la fille de Tirésias, devin aveugle de Thèbes, et une prêtresse à Delphes. 

## Famille
Daphné est la fille du devin Tirésias, ce qui fait d'elle la petite-fille du Sparte Oudaïos, et de la nymphe Chariclo.
Elle a deux sœurs: Historis, servante d'Alcmène, dont la parenté varie selon les auteurs (fille du peuple chez Ovide, fille d'un Thébain nommé Proétos chez Antoninus Liberalis), et Manto, la plus célèbre, une des oracles d'Apollon à Claros, en Asie Mineure.
Manto ayant eu un fils d'Apollon, Daphné est donc aussi la tante de ce dernier, Mopsos, un devin, roi et cofondateur de la ville de Mallos.